# Phnom-Prich-Wildschutzgebiet

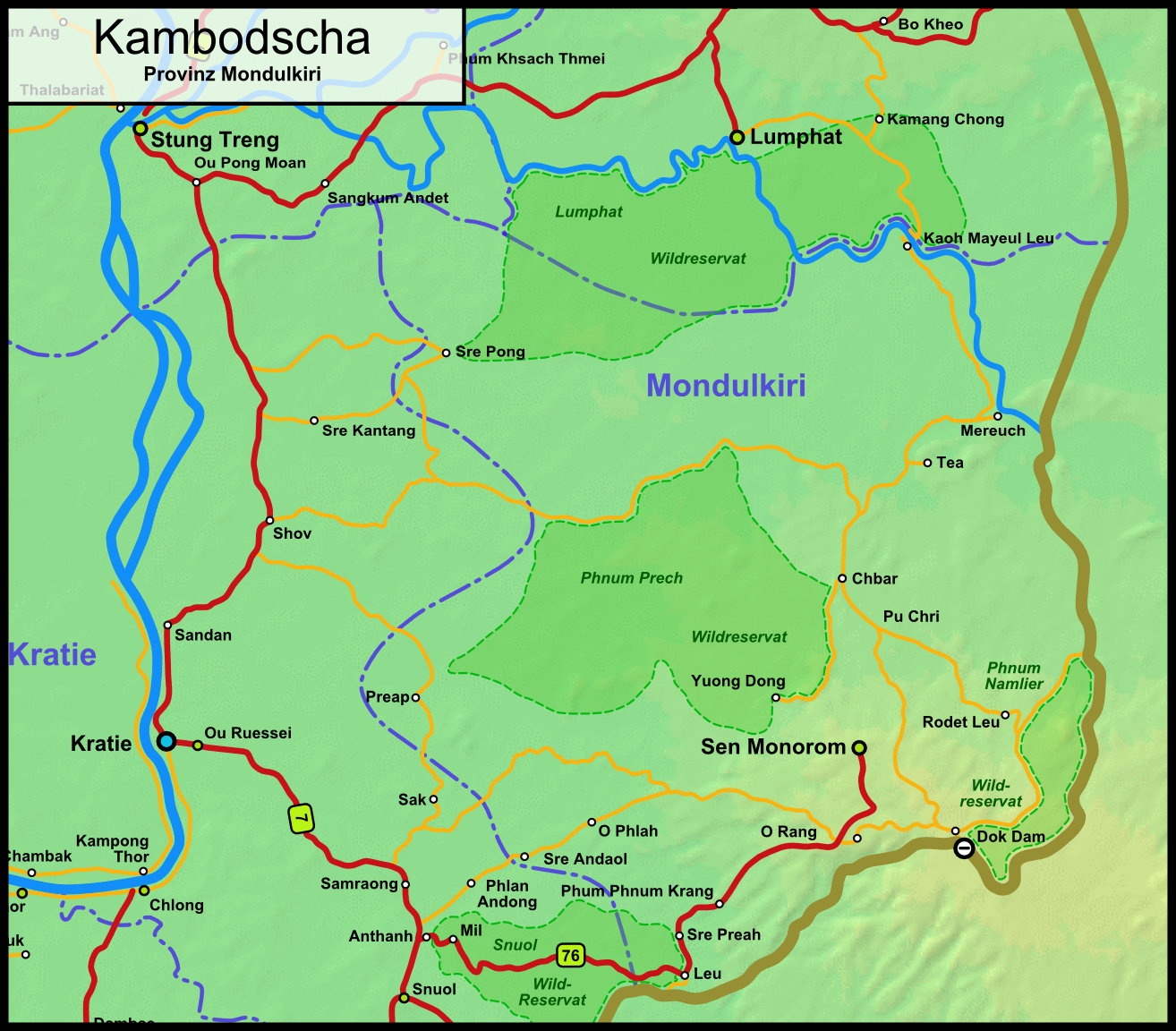
Lage des Phnom-Prich-Schutzgebietes in der Provinz Mondulkiri

Das Phnom-Prich-Wildschutzgebiet liegt im östlichen Kambodscha. Es gehört zum Srepok-Wildnisgebiet und ist Teil eines der wichtigsten Reservatskomplexe Südostasiens.  Im Norden grenzt das Mondulkiri-Waldschutzgebiet an.

## Vegetation
Etwa die Hälfte des Schutzgebietes sind mit Trockenwäldern bedeckt, 40 % machen halbimmergrüne Wälder aus, etwa 10 % sind immergrüne Regenwälder.

## Fauna
Das Reservat bildet das Kerngebiet der größten Elefantenpopulation Ost-Kambodschas. Neben dem Asiatischen Elefanten kommen weitere bedrohte Großtierarten, wie Indochina-Tiger, Indochina-Leopard, Nebelparder, Asiatischer Wildhund, Burma-Banteng und Leierhirsch vor. Zusammen mit dem Mondulkiri-Waldschutzgebiet beherbergt Phnom-Prich etwa 2.700–5.300 Bantengs. Dies stellt die größte Population dieses Wildrinds weltweit dar. Die Bestandszahlen anderer Huftiere, etwa von Wildschweinen und Muntjaks erholen sich derzeit. All diese Huftier-Arten bilden eine Basis für eine potentiell große Tigerpopulation.